# Tour des Flandres 1924
Le Tour des Flandres 1924 est la huitième édition du Tour des Flandres. La course a lieu le 18 mars 1924, avec un départ et une arrivée à Gand sur un parcours de 284 kilomètres. 
Le vainqueur final est le coureur belge Gerard Debaets, qui s’impose en solitaire à Gand. Il devance les Belges René Vermandel et Félix Sellier.

## Monts escaladés
- Tiegemberg
- Quaremont (Nouveau Quaremont)

## Classement final
|    | Coureur           | Pays       | Équipe                      | Temps           |
| -- | ----------------- | ---------- | --------------------------- | --------------- |
| 1  | Gerard Debaets    | Belgique   | Labor-Dunlop                | 10h 00 min 19 s |
| 2  | René Vermandel    | Belgique   | Alcyon-Dunlop               | + 20 s          |
| 3  | Félix Sellier     | Belgique   | Alcyon-Dunlop               | + 31 s          |
| 4  | Paul Deman        | Belgique   | La Française-Diamant-Dunlop | + 41 s          |
| 5  | Jules Van Hevel   | Belgique   | Wonder-Rusell               | + 5 min 00 s    |
| 6  | Nicolas Frantz    | Luxembourg | Thomann-Dunlop              | + 5 min 00 s    |
| 7  | Denis Verschueren | Belgique   | Wonder-Rusell               | + 20 min 00 s   |
| 8  | Maurice De Waele  | Belgique   | Wonder-Rusell               | + 33 min 00 s   |
| 9  | Jules Matton      | Belgique   | Thomann-Dunlop              | + 33 min 00 s   |
| 10 | Hilaire Hellebaut | Belgique   | Wonder-Rusell               | + 33 min 00 s   |